# Fulco Ruffo di Calabria
Pour les autres membres de la famille, voir Maison Ruffo.
Fulco VIII, prince Ruffo di Calabria, 6e duc de Guardia Lombarda, né le 12 août 1884 à Naples et mort le 23 août 1946 à Ronchi di Apuania (it) en Toscane, est un aristocrate et homme politique italien, as de l'aviation durant la Première Guerre mondiale et sénateur du royaume d'Italie sous le régime de Mussolini.  
Il est le père de Paola, la reine consort de Belgique  en tant qu'épouse du roi des Belges Albert II, et le grand-père maternel du roi Philippe.

## Biographie

### Jeunesse et formation
Fulco Ruffo di Calabria est le fils de Fulco Benjamino Tristano Ruffo di Calabria (1848-1901), maire de Naples, en 1895, et de Laure Mosselman du Chenoy (1851-1925), elle-même petite-fille du comte Jacques Coghen, négociant, financier et homme politique belge de tendance libérale. Ses parents se sont mariés à Bruxelles, le 14 juillet 1877.
Fulco Ruffo di Calabria est né à Naples, le 12 août 1884. Il a une sœur aînée : Eleonora (1882-1957) et un frère cadet : Ludovico (1885-1952). Fulco se porte volontaire comme officier de réserve pour la formation du 11e Régiment de cavalerie légère de Foggia, le 22 novembre 1904. Le 30 novembre 1905, il est promu sergent, puis le 20 février 1906, il est nommé sous-lieutenant et entre dans le rang des officiers.
Par la suite, il devient directeur adjoint du comptoir africain de la compagnie maritime belge Wégimont. Il revient d'Afrique lorsque la Première Guerre mondiale éclate.

### Première Guerre mondiale

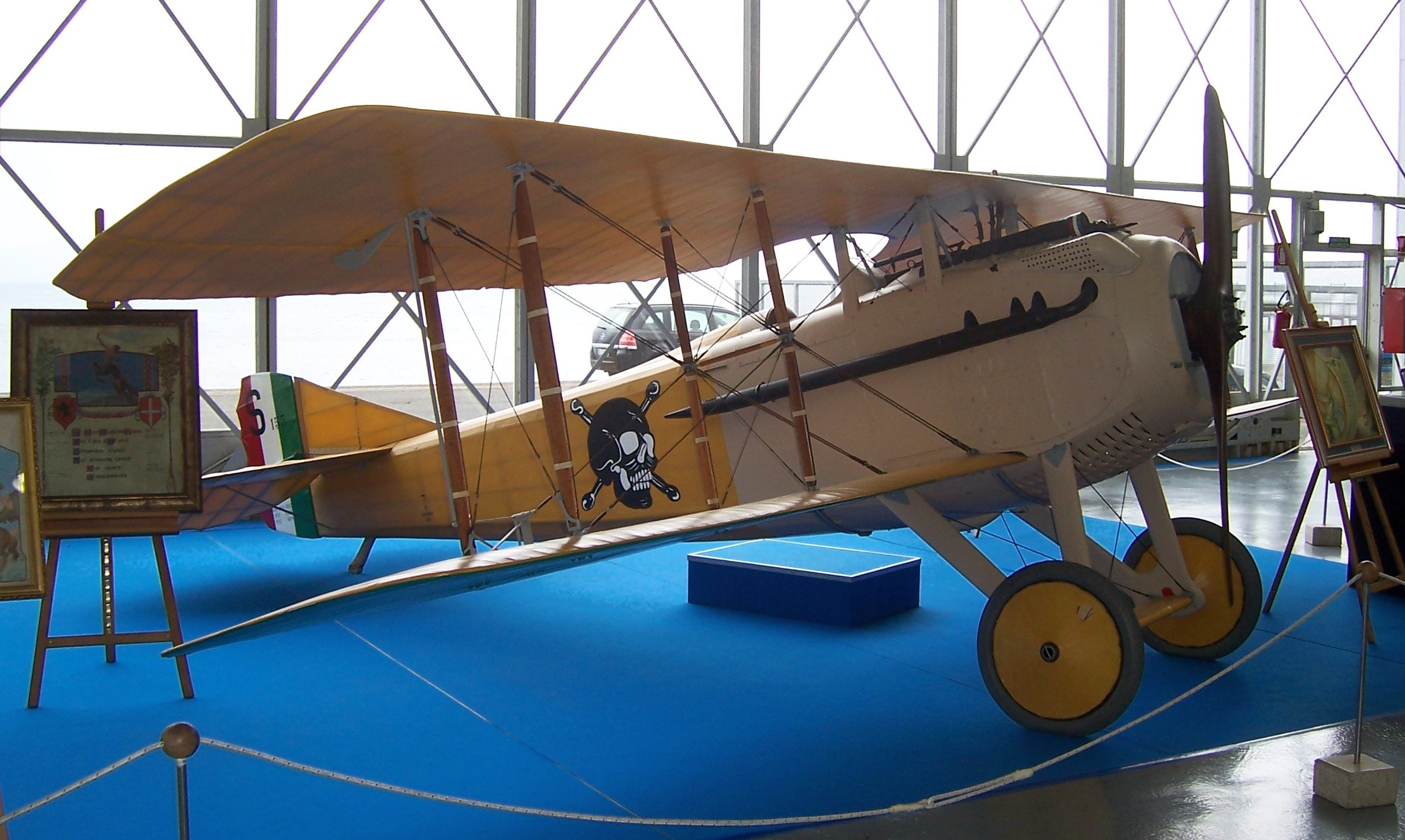
Le SPAD S.VII Ruffo.

Fulco Ruffo di Calabria retourne au service militaire avant l'entrée de l'Italie dans la Première Guerre mondiale. Il est affecté au Battaglione Aviatori (qui devient plus tard le Corpo Aeronautico Militare) le 20 décembre 1914. Après une formation de pilote, 28 septembre 1915, il est affecté à la 4e Squadriglia Artiglia, une unité de coordination d'artillerie. Le 26 janvier 1916, il rejoint la 2e Squadriglia. Il remporte deux médailles de bronze de la Médaille de la vaillance militaire en février et en avril 1916. Son emblème personnel était un crâne noir et des os croisés peints sur le fuselage de son avion, que ce soient ses Nieuport 11 originaux, ou ses derniers avions Nieuport 17 et SPAD S.VII.
Ruffo di Calabria suit une formation complémentaire sur des avions de type Nieuport à Cascina Costa en mai 1916. Le 26 juin suivant, il est affecté à la première Squadriglia en tant que pilote de chasse. Il y remporte sa première victoire, partagée avec Francesco Baracca, le 23 août 1916, ainsi qu'une seconde, non confirmée. Sa performance lui vaut une médaille d'argent de la vaillance militaire en août, suivie d'une médaille de bronze en septembre 1916.  
En mars 1917, il est transféré hors de la réserve lorsqu'il est promu lieutenant. En mai 1917, il passe au pilotage d'un Nieuport pour la 91e Squadriglia. Il reçoit une médaille d'argent et une médaille de bronze pour la vaillance militaire ce même mois. Il est promu au grade de capitaine en août 1917. À la fin de l'année 1917, ses victoires confirmées atteignent le nombre de seize. 
Le décompte officiel des exploits de Ruffo di Calabria pour 1918 est incomplet, mais lui attribue quatre victoires. Le 5 mai 1918, il reçoit l'ultime médaille de la vaillance militaire : la médaille d'or. Après la mort de Baracca le 19 juin 1918, Fulco prend le commandement du célèbre Squadron of Aces. Il cède le commandement de la 91e Squadriglia le 18 septembre 1918 à Ferruccio Ranza, après avoir souffert d'une dépression nerveuse. Après sa convalescence, il reçoit le commandement du 10e Gruppo, le 23 octobre 1918, mais il est abattu par des tirs d'artillerie près de Marano le 29 octobre 1918. En fin de compte, il a abattu vingt avions ennemis en cinquante-trois combats, faisant de lui le cinquième as de l'aviation italienne, en termes de meilleur score de la Première Guerre mondiale.

### Après la Première Guerre mondiale
Le 1er février 1919, le rapport du renseignement militaire de la commission Bongiovanni vérifie les vingt victoires confirmées de Ruffo di Calabria, tout en niant toujours les cinq qui n'étaient pas confirmées. Fulco Ruffo di Calabria reste dans l'armée, mais sans affectation. Dès 1925, son activité principale consiste à gérer ses domaines familiaux situés près de Paliano.
Le 6 avril 1934, il est nommé sénateur du royaume par le roi Victor-Emmanuel III. Il poursuit parallèlement sa carrière dans l'armée, atteignant finalement le grade de lieutenant-colonel en 1942. Fulco Ruffo di Calabria siège au Sénat italien jusqu'au 12 juillet 1944.
Fulco Ruffo di Calabria meurt dans sa propriété, à Ronchi di Apuania, Massa, Toscane, le 23 août 1946, à l'âge de 62 ans.

## Mariage et descendance
Fulco Ruffo di Calabria épouse à Turin, le 30 juin 1919 Luisa Maria Gazelli di Rossana e di San Sebastiano (née à Turin, le 19 mai 1896 et morte à Rome, le 27 avril 1989), un temps dame d'honneur de la reine Hélène d'Italie. La mariée est la fille d'Augusto Gazelli dei Conti di Rossana (1855-1937) et de Maria dei Conti Rignon (1858-1950),.
Fulco Ruffo di Calabria et Luisa Maria Gazelli ont sept enfants et vingt-et-un petits enfants :
1. Maria Cristina Ruffo di Calabria (née à Rome le 25 mai 1920 et morte à Castello di San Martino Alfieri le 11 septembre 2003), épouse en 1940 Casimiro San Martino, marquis de San Germano, ingénieur (1903-1988), dont cinq enfants ;
2. Laura Ruffo di Calabria (née à Rome le 31 mai 1921 et morte à Turin, le 24 septembre 1972), épouse en 1946 Bettino, baron Ricasoli Firidolfi (1922-2009), dont quatre enfants ;
3. Fabrizio Ruffo di Calabria (né Rome le 6 décembre 1922 où il est mort le 11 octobre 2005), prince Ruffo di Calabria, 18e comte Sinopoli (1946), 14e duc de Guardia Lombardia (1946), 19e marquis de Licodia (1975), 14e prince de Palazzolo (1975) et 14e prince de Scilla (1975), marié en 1953 (divorcés en 1990) avec Maria Elisabetta Vaciago (née à Turin, le 4 octobre 1933 et morte à Turin, le 3 août 2024), marié en secondes noces en 1991 avec Luisa Cristina Carbajo (née à Buenos Aires le 1er août 1942), dont cinq enfants du premier mariage :
  1. Fulco IX Ruffo di Calabria (né à Buenos Aires, le 28 juillet 1954), chef actuel (depuis 2005) de la maison Ruffo di Calabria, marié avec Melba Vincens Bello (divorcés), puis, en 2005, avec Luisa Tricarico  ;
  2. Augusto Ruffo di Calabria (né à Turin, le 1er octobre 1955), marié en 1980 avec Christina princesse de Windisch-Graetz ;
  3. Imara Ruffo di Calabria (née à Turin, le 7 juillet 1958), mariée en 1986 avec Uberto Imar Gasche, puis, en 1993, avec le baron Marco Tonci Ottieri della Ciaia ;
  4. Umberto Ruffo di Calabria (né à Turin, le 23 octobre 1960), marié en 1987 avec Leontina, marquise Pallavicini
  5. Alessandro Ruffo di Calabria (né à Turin, le 4 novembre 1964), marié en 1994 (divorcés en 2000) avec la princesse Mafalda de Savoie-Aoste (1969), fille d'Amédée de Savoie-Aoste et de Claude d'Orléans ;
4. Augusto Ruffo di Calabria (né à Rome le 28 août 1925 et tué, lors d'une bataille en mer, près de Pescara, le 2 novembre 1943) ;
5. Giovannella Ruffo di Calabria (née le 16 avril 1927 à Rome, où elle est morte le 15 mai 1941) ;
6. Antonello Ruffo di Calabria (né à Rome le 31 mai 1930 à Rome où il est  mort le 24 août 2017), marié en 1961 avec Rosa Maria Mastrogiovanni des comtes Tasca di Almerita (née à Palerme, le 12 juin 1943), divorcés en 1978, dont quatre enfants :
  1. Covella Ruffo di Calabria (née le 4 février 1962 à Rome), célibataire ;
  2. Lucio Ruffo di Calabria (né le 14 avril 1964 à Rome), célibataire ;
  3. Domitilla Ruffo di Calabria (née le 9 mai 1965 à Rome), mariée en 1990 avec Don Giovanni dei Baroni Porcari Li Destri (1957-1995) ;
  4. Claudia Ruffo di Calabria (née le 30 août 1969 à Rome), mariée en 1989 avec Marcello Salom (1957).
7. Paola Ruffo di Calabria (née à Forte dei Marmi, le 11 septembre 1937), épouse en 1959 Albert II roi des Belges, sixième reine consort des Belges de 1993 à 2013, dont trois enfants.

## Ascendance
|  |                                                                          |  |  |  |  |  |  |  |  |  |  |  |  |  |  |  |  |  |  |
|  | 8. Fulco V Prince Ruffo di Calabria-Santapau                             |  |  |  |  |  |  |  |  |  |  |  |  |  |  |  |  |  |  |
|  |                                                                          |  |  |  |  |  |  |  |  |  |  |  |  |  |  |  |  |  |  |
|  |                                                                          |  |  |  |  |  |  |  |  |  |  |  |  |  |  |  |  |  |  |
|  | 4. Fulco VI, Prince Ruffo di Calabria-Santapau                           |  |  |  |  |  |  |  |  |  |  |  |  |  |  |  |  |  |  |
|  |                                                                          |  |  |  |  |  |  |  |  |  |  |  |  |  |  |  |  |  |  |
|  |                                                                          |  |  |  |  |  |  |  |  |  |  |  |  |  |  |  |  |  |  |
|  | 9. Donna Maria Felicita dei Principi Alliata-Colonna                     |  |  |  |  |  |  |  |  |  |  |  |  |  |  |  |  |  |  |
|  |                                                                          |  |  |  |  |  |  |  |  |  |  |  |  |  |  |  |  |  |  |
|  |                                                                          |  |  |  |  |  |  |  |  |  |  |  |  |  |  |  |  |  |  |
|  | 2. Fulco VII, Prince Ruffo di Calabria                                   |  |  |  |  |  |  |  |  |  |  |  |  |  |  |  |  |  |  |
|  |                                                                          |  |  |  |  |  |  |  |  |  |  |  |  |  |  |  |  |  |  |
|  |                                                                          |  |  |  |  |  |  |  |  |  |  |  |  |  |  |  |  |  |  |
|  | 10. Salvatore Galletti, Marchese di San Cataldo, Principe di Fiumesalato |  |  |  |  |  |  |  |  |  |  |  |  |  |  |  |  |  |  |
|  |                                                                          |  |  |  |  |  |  |  |  |  |  |  |  |  |  |  |  |  |  |
|  |                                                                          |  |  |  |  |  |  |  |  |  |  |  |  |  |  |  |  |  |  |
|  | 5. Eleonora Galletti dei Marchesi di San Cataldo                         |  |  |  |  |  |  |  |  |  |  |  |  |  |  |  |  |  |  |
|  |                                                                          |  |  |  |  |  |  |  |  |  |  |  |  |  |  |  |  |  |  |
|  |                                                                          |  |  |  |  |  |  |  |  |  |  |  |  |  |  |  |  |  |  |
|  | 11. Concetta Platamone, Principessa di Larderia                          |  |  |  |  |  |  |  |  |  |  |  |  |  |  |  |  |  |  |
|  |                                                                          |  |  |  |  |  |  |  |  |  |  |  |  |  |  |  |  |  |  |
|  |                                                                          |  |  |  |  |  |  |  |  |  |  |  |  |  |  |  |  |  |  |
|  | 1. Fulco VIII Ruffo di Calabria                                          |  |  |  |  |  |  |  |  |  |  |  |  |  |  |  |  |  |  |
|  |                                                                          |  |  |  |  |  |  |  |  |  |  |  |  |  |  |  |  |  |  |
|  |                                                                          |  |  |  |  |  |  |  |  |  |  |  |  |  |  |  |  |  |  |
|  | 12. Cornelis Mosselman                                                   |  |  |  |  |  |  |  |  |  |  |  |  |  |  |  |  |  |  |
|  |                                                                          |  |  |  |  |  |  |  |  |  |  |  |  |  |  |  |  |  |  |
|  |                                                                          |  |  |  |  |  |  |  |  |  |  |  |  |  |  |  |  |  |  |
|  | 6. Théodore Mosselman du Chenoy                                          |  |  |  |  |  |  |  |  |  |  |  |  |  |  |  |  |  |  |
|  |                                                                          |  |  |  |  |  |  |  |  |  |  |  |  |  |  |  |  |  |  |
|  |                                                                          |  |  |  |  |  |  |  |  |  |  |  |  |  |  |  |  |  |  |
|  | 13. Petronella Muts                                                      |  |  |  |  |  |  |  |  |  |  |  |  |  |  |  |  |  |  |
|  |                                                                          |  |  |  |  |  |  |  |  |  |  |  |  |  |  |  |  |  |  |
|  |                                                                          |  |  |  |  |  |  |  |  |  |  |  |  |  |  |  |  |  |  |
|  | 3. Laure Mosselman du Chenoy                                             |  |  |  |  |  |  |  |  |  |  |  |  |  |  |  |  |  |  |
|  |                                                                          |  |  |  |  |  |  |  |  |  |  |  |  |  |  |  |  |  |  |
|  |                                                                          |  |  |  |  |  |  |  |  |  |  |  |  |  |  |  |  |  |  |
|  | 14. Comte Jacques-Andre Coghen                                           |  |  |  |  |  |  |  |  |  |  |  |  |  |  |  |  |  |  |
|  |                                                                          |  |  |  |  |  |  |  |  |  |  |  |  |  |  |  |  |  |  |
|  |                                                                          |  |  |  |  |  |  |  |  |  |  |  |  |  |  |  |  |  |  |
|  | 7. Isabelle Coghen                                                       |  |  |  |  |  |  |  |  |  |  |  |  |  |  |  |  |  |  |
|  |                                                                          |  |  |  |  |  |  |  |  |  |  |  |  |  |  |  |  |  |  |
|  |                                                                          |  |  |  |  |  |  |  |  |  |  |  |  |  |  |  |  |  |  |
|  | 15. Caroline Rittweger                                                   |  |  |  |  |  |  |  |  |  |  |  |  |  |  |  |  |  |  |
|  |                                                                          |  |  |  |  |  |  |  |  |  |  |  |  |  |  |  |  |  |  |
|  |                                                                          |  |  |  |  |  |  |  |  |  |  |  |  |  |  |  |  |  |  |

## Mandats et fonctions
- Membre du sénat du royaume d'Italie du 6 avril 1934 au 12 juillet 1944[2].

## Titulature et parentés
Fulco Ruffo di Calabria est, par décret du 15 mars 1928, prince Ruffo di Calabria, dans le royaume d'Italie. Par héritage, il est également le 6e duc de Guardia Lombarda et le 17e comte de Sinopoli. La famille Ruffo di Calabria représente l'une des lignées les plus anciennes d'Italie et comprend le cardinal Fabrizio Dionigi Ruffo. Fulco est lié à des familles nobles romaines et du sud de l'Italie historiquement éminentes, notamment les Colonna, Orsini, Pallavicini, Alliata et Rospigliosi.